# Rehberg (Harz)
Der Rehberg bei Sankt Andreasberg im niedersächsischen Landkreis Goslar ist mit 893 m ü. NHN der vierthöchste Berg Niedersachsens und einer der höchsten Berge im Harz.

## Geographie

### Lage
Der Rehberg erhebt sich im Oberharz im Nationalpark Harz. Sein Gipfel etwa 3,5 km nordnordöstlich des Braunlager Ortsteils Sankt Andreasberg. In Richtung Nordosten, Osten und Südosten fällt seine Landschaft in das Tal der Oder ab – im Osten über die Hohen Klippen. Im Süden befinden sich – oberhalb des Rehberger Grabens – die Klippen Wulffsschurre. Nach Südsüdwesten leitet seine Landschaft etwa entlang der Landesstraße 519 zur Jordanshöhe mit der westlich davon gelegenen Kuppe über und nach Westen fällt sie über das Tal des Fischbachs zu jenem der Sieber ab. Im Nordwesten befindet sich der Kleine und jenseits davon der Große Sonnenberg.

### Naturräumliche Zuordnung
Der Rehberg liegt in der naturräumlichen Haupteinheitengruppe Harz (Nr. 38) und in der Haupteinheit Hochharz (381) in der Untereinheit Torfhäuser Hügelland (381.1). Seine Landschaft fällt in südlichen Richtungen in die Haupteinheit Oberharz (380) mit der Untereinheit Südlicher Oberharz (380.8) ab: nach Südwesten und Süden in den Naturraum Andreasberger Hochfläche (380.83) und nach Südosten in den Naturraum Oderbergland (380.81).

## Schutzgebiete und Natur
Auf dem Rehberg liegen Teile des Fauna-Flora-Habitat-Gebiets Nationalpark Harz (Niedersachsen) (FFH-Nr. 4129-302; 157,70 km² groß) und des Vogelschutzgebiets Nationalpark Harz (VSG-Nr. 4229-402; 155,59 km²).
Der Rehberg ist eine recht flache und weite Kuppe, die größtenteils bewaldet ist. Auf seiner Gipfelregion wurde durch künstliche Wasserstauung ein Sumpfbiotop angelegt.

## Sternwarte

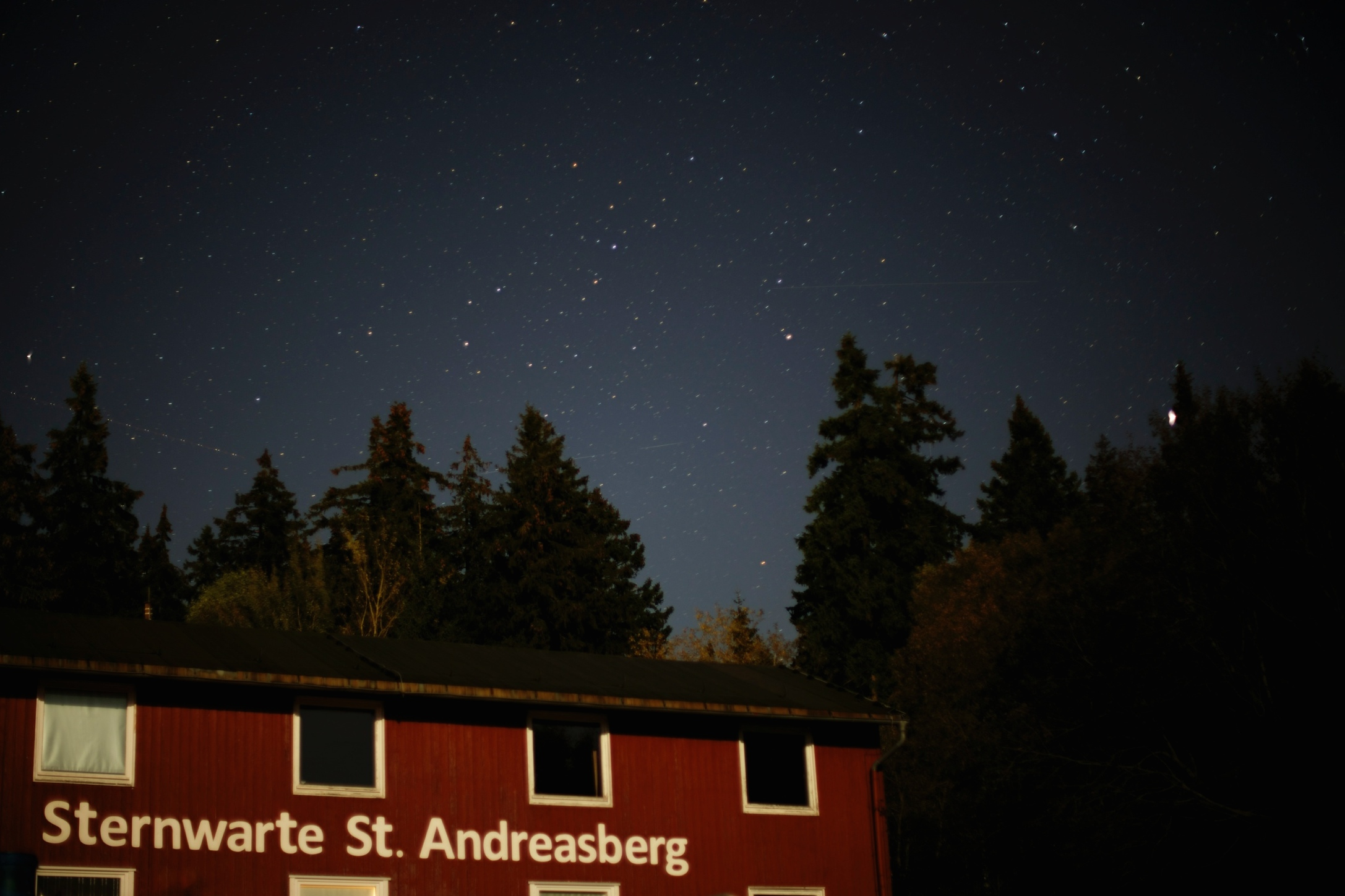
Sternwarte Sankt Andreasberg

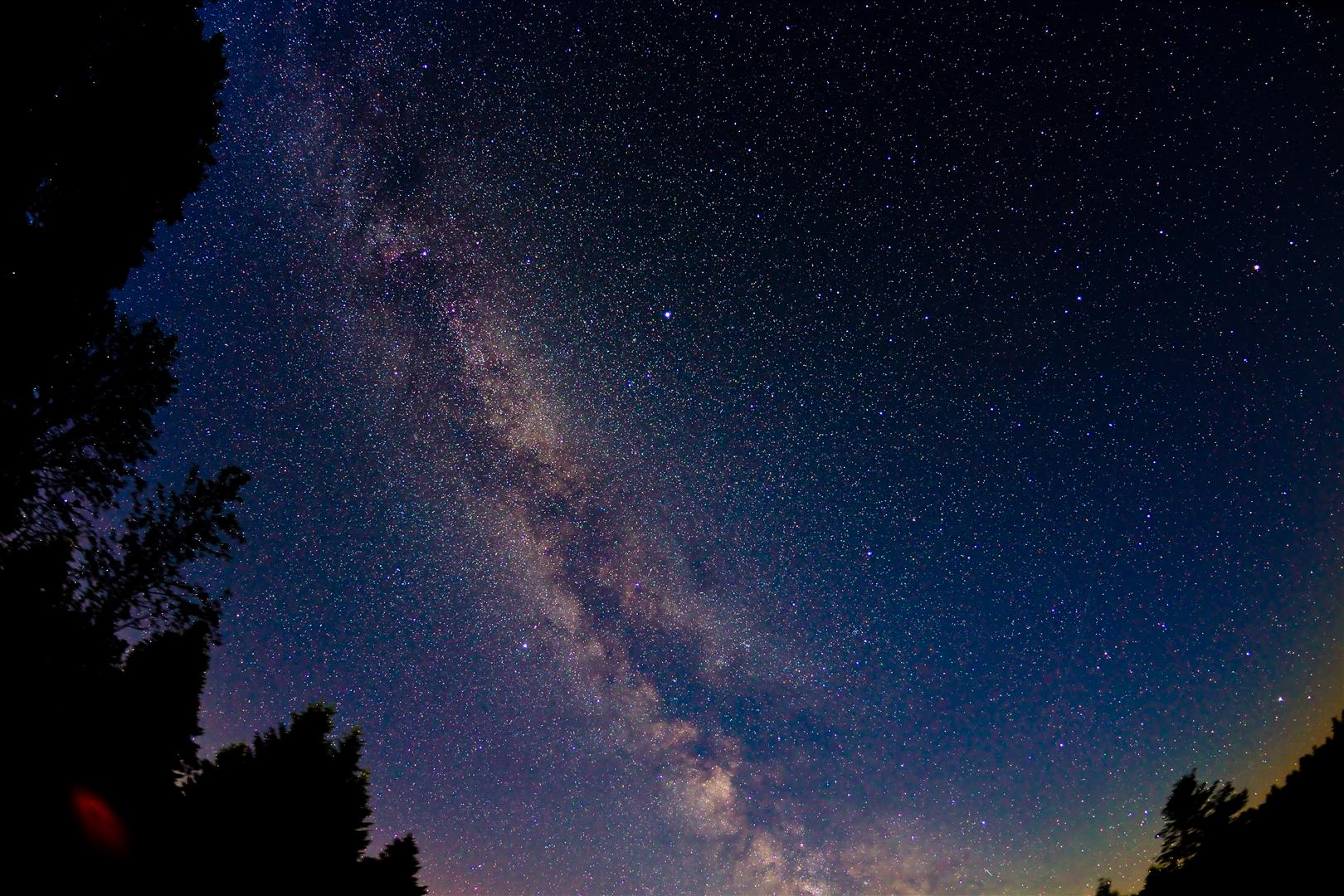
Nahezu natürlicher Blick auf die Milchstraße, aufgenommen in der Harzsternwarte

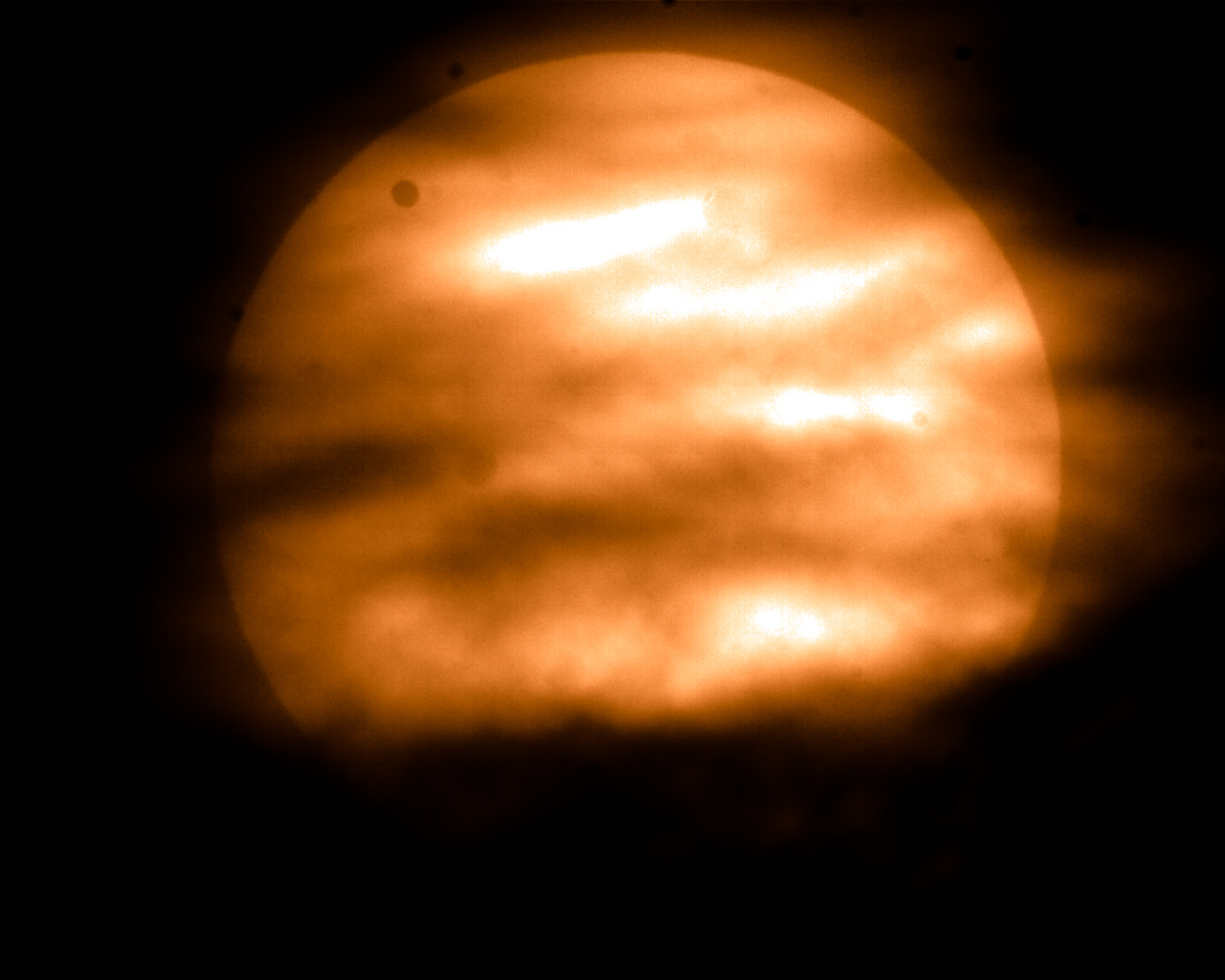
Venustransit, aufgenommen in der Harzsternwarte

Aufgrund der geographischen Lage und der geringen Bebauung des Rehbergs hat er einen fast natürlich dunklen Nachthimmel mit einer Flächenhelligkeit von 21,75 mag/arcsec².
Aus diesem Grund hat der Verein Sternwarte Sankt Andreasberg e. V. ein Gebäude auf dem Gelände des Internationalen Haus Sonnenberg (IHS), auf dem Südwestteil des Bergs als Standort für seine barrierefreie Sternwarte ausgewählt (siehe hierzu den Abschnitt Astronomie des Artikels Sankt Andreasberg).

## Skikreuz, Wandern und Rehberger Grabenhaus
Zwischen dem Rehberg und dem Kleinen Sonnenberg steht das Rehberger Skikreuz. Auf einem Stahlmast trägt es eine Windrose, die statt der Himmelsrichtungen die Buchstaben „S“ für den Sonnenberg, „O“ für den Oderteich, „R“ für den Rehberg und „A“ für Sankt Andreasberg zeigt.
Der Berg ist nur schwer zugänglich, weil der am Skikreuz vorbeiführende Zugangsweg vor einigen Jahren vom Nationalpark Harz im Rahmen seines Wegeplans im Sinne des Naturschutzes renaturiert wurde.
Auf der Ost- und Südflanke des Bergs führt entlang des Rehberger Grabens, an dem unter anderem das Rehberger Grabenhaus steht, der Rehberger Grabenweg, und zudem der etwas höher gelegene Rehberger Planweg Wanderer und Skilangläufer um den Berg herum.